# آخترسته ارم
اکترست ارم (به هلندی: Achterste Erm) در هلند است که در Coevorden واقع شده‌است.

## خصوصیات
اکترست ارم ۱۰۰ نفر جمعیت دارد.